# Комиші (Охтирський район)
Комиші́ — село в Україні, в Охтирському районі Сумської області. Станом на 01.01.2016 р. кількість населення становила 1037 осіб. Адміністративний центр Комишанської сільської громади.

## Географія
Село Комиші знаходиться на березі річки Ташань, вище за течією на відстані 1 км розташоване село Перелуг, нижче за течією на відстані 3 км розташоване село Пірки. Через село проходить автомобільна дорога Т 1705. З півдня на північ, уздовж лівого та правого берега р. Ташань, село простягнулося на 4 кілометри, а із сходу на захід, уздовж київського шляху, на 2 кілометри.

### Топоніми
Певні місця на території села та поруч з ним мають власні топонімічні назви: Бурти, Зайцеве, Кампличка, Козинячий хутір, Красножоник, Курилове, Ляхове, Сосна, Старе, Старе кладовище,  Паламарик, Пискунове, Підошва, Ушивець, Федіркове, Хрещатик, Пристань.

## Фауна та флора
У селі можна зустріти рідкісний вид комах жука-оленя.
В околицях села Комиші гніздяться занесені до Червоної книги види птахів — лелека чорний та сорокопуд сірий. Також зафікосвано гніздування чаплі сірої, лелеки білого,щиглика, пугача звичайного, одуда, дятла звичайного та інших птахів. У місцевості навколо села мешкають такі види тварин: бобер, заєць сірий, вивірка звичайна, лисиця звичайна, сарна європейська тощо.

## Геологія місцевості
Геологічне дослідження місцевості сучасної Сумської області (зокрема села Комиші) були розпочаті в другій половині XIX ст. Перші наукові роботи на цю тематику опублікували дослідники Борисяк Н.Ф. та Леваковський І.Ф.  У 1888 році Гуровим А.В. було складено першу геологічну карту місцевості дочетвертичних та четвертичних відкладень. Посилені роботи з дослідження геології місцевості розвочинаються від початку 50-х років XX століття у зв'язку з виявленням нафтогозвих родовищ Дніпровсько-Донецької западини. 
У 1953 році були розпочаті розвідувально-бурові роботи, унаслідок яких було виявлено Качанівське підняття. Комплексна геолого-гідрогелогічна робота з дослідження місцевості була проведена в 1964-1966 роках силами геологорозвідувальної експедиції тресту “Дніпрогеологія”. Інтенсивне вивчення кристалічного фундаменту проводилось під час виконання "Комплексної програми вивчення перспектив нафтогазоносності кристалічного фундаменту Північного борту Дніпровсько-Донецької западини в 1989-1995 рр."
Територія навколишньої місцевості с. Комиші знаходиться на стику Дніпровського-Донецького авлакогену та Північного борту Дніпровсько-Донецької западини. Вказані структури розділені між собою древнім розломом з амплітудою 2,5-3 км.  Фундамент відкладів на місцевості поблизу села Комиші знаходиться орієнтовно на глибині близько 8000-9000 м. У центральній частині Чупахівської геологічної западини розміщена Качанівська структура, яка являє собою брахіантиклінальну складку. Ця структура є солянокупольною. Девонське соляне ядро залягає на глибині близько 4000 м. Амплітуда Качанівського підняття за маркуючими горизонтами тріасу перевищує 150 м. Сліди відкладень турнейського ярусу кам'яновугільної системи виявлені на глибині 3410 м у скважині №34 біля с. Комиші. Ерозією на місцевості відкриті лише відкладення кайнезою, інші породи досліджуються шляхом буріння.
Рельєф місцевості сформовано внаслідок багаторазового переміщення льодяного щита під час Останнього льодовикового періоду.

## Історія

### Історія місцевості до заснування села Комиші
Під час дніпровського (риського) зледеніння місцевість між сучасними річками Псел та Ворскла була почергово вкрита льодовиковим щитом та його талими водами.
В епоху верхнього палеоліту територію займали холодні (мамонтові) степи.
Територія місцевості в часи середнього та пізнього неоліту належить до ареалу культури ямково-гребінцевої кераміки.
У добу ранньої бронзи місцевість займає ямна культурно-історична спільнота, у час пізньої бронзи — зрубна.
На початку залізної доби, близько середини VIII ст. до н.е., зі сходу прийшлии скіфи. Місцевість уздовж теперішньї річки Ташань знаходилась між двома потужними центрами скіфської культури — посульським та ворсклинським з відомим Більським городищем.
У часи між III ст. до н.е та II ст. н.е. території належать племенам зарубинецької культури та сарматам.
Після нашестя гунів місцевцість населяють протослов'янські племемена антів та склавинів.
З VIII ст. на північному Лівобережжі сучасної України формуються слов'янські племена сіверян.
У період Київської Русі територія, на якій нині розташоване село Комиші, належала до Переяславського князівства. Проте простір між річками Сула та Ворскла був слабо заселеним та фактично був прикордонною територією. За річкою Ворскла знаходилися землі кочових племен половців.
Після нашестя Батия місцевість пустувала до кінця XIV століття, коли Велике князівство Литовське почало розширювати свої кордони на схід та південь.
Після Битви на Синіх Водах значні території нинішньої Сумської та Полтавської областей князь Вітовт дарує своїм татарським союзникам Глинським.
Місцевість у цей час населяють напівкочові племена сіврюків.
У 1482 році територія спустошується набігом кримського хана Менґлі I Ґірея.
Після Смоленської війни польська влада починає спроби колонізувати землі на схід від річки Псел.

### Від заснування до початку ХІХ століття
Наприкінці XVI ст. активізується заселення території сучасної Полтавщини. Розпочалося воно з виходів уздовж річок на літній період на різноманітні промисли. З утворенням Речі Посполитої та ослабленням Кримського ханства на початку XVII ст. на території тогочасного Дикого поля починають з'являтися постійні поселення.
Одним з основних промислів, яким займалися переселенці, було селітроваріння. Наявність великої кількості старих курганів (як джерела сировини для виробництва), річок та лісів сприяла цьому. А висока ціна та попит на селітру як основний компонент тогочасного димного порху робили цю справу доволі вигідною. До того ж королівська влада надавала колонізаторам звілнення від податків на термін до 20 років.
У 1620 р. декретами короля Сигизмунда III Вази на Лівобережжі була створена промислова провінція — “Селітряна держава”.
Найімовірніше, утворення поселення на початку XVII ст. на місці сучасного села Комиші саме й пов'язане з селітроваренним промислом. Місцевість у межах села з назвою Бурти може вказувати на одне із місць розташування виробництва селітри.
1620-х рр. уже існували селітроварні, про які згадується в різноманітних документах. Так, князь Костянтин Вишневецький, користуючись тим, що в його земельному документальному наданні було відсутнє уточнення про належність цих об’єктів виключно до державної юрисдикції, захоплює «салетри біля річок Хорола, Псла, Груні Великої [прав. прит. Псла, у м. Гадяч], Груні Черкаської [лів. прит. р. Псел], Груні Ташанської і Груні Сухої [притоки р. Груні Черкеської], і теж біля городища Більського, і біля річок Ворксли, Орелі, Мерчика, Орчика, Говтви і Сули.»  
Проте документального підвердження про заснування села Комиші в первій половині XVII ст. виявити поки що не вдалося. Село не згадується  в Королівських люстраціях XVII ст. Не вказано воно й на Генеральній карті України Гійома де Боплана, який у 1639 році збирав матеріали для її створення. Відсутні згадки про село і в описах маєтностей Яреми Вишневецького, який у 1646 р. захоплює у своє володіння міста Гадяч, Зіньків, Охтирку, Опішню та землі навколо них.
Першу письмову згадку про село Комиші можна віднайти в документах Московського царства  за 1654 р. Тоді брати Федьки Ртищеви з Олешні  подали чолобитну царю Олексію Михайловичу з проханням передати їм у користування луки вздовж річки Грунь (сучасна назва р. Ташань):
"А есть по Каменовской дорогѣ по Груни рѣчкѣ, отъ Олешни въ 7 верстах, отъ Каменовской стороны луга сѣные покосы, лежат впустѣ и никому в отдачу не отданы, а пріѣзжаютъ изъ-за рубежа изъ черкасских городов мужики и косят тѣ луга на себя. Просятъ: «чтобы государь велел луга по речке Грунѣ, съ верховья до рубежа по Камыши, черкасской город, от Каменовской стороны, отдать им для буднаго завода и дать о том свою грамоту на Олешню къ воеводѣ Андрею Поливанову."

- З 1662 року Комишанська сотня входить до Зіньківського полку, а з 1672р. - до Гадяцького полку.Селяни віддавали повинності на Гадяцький замок.
- Під час походу Карла XII на Україну с. Комиші опинилося між двома ворогуючими арміями. В грудні 1708 р.- лютому 1709 р. шведські війська займали території навколо Зінькова та Гадяча, а війська Петра I розташовувались по лінії Лебедин, Олешня, Охтирка, Грунь.
- В середині XVIII сторіччя в селі будується нова Покровська церква. При церкві знаходилась школа, шпиталь, де лікувалися козаки та селяни. В 1729 році в селі діє водяний млин, що належить місцевому священику.
- Влітку 1729 року в полках Лівобережної України проводиться Генеральне слідство про маєтності метою якого є чіткий облік прав на землеволодння. В результатах цього перепису зустрічається і опис тогочасного села Комиші: " Въ Гадяцкомъ полку принадлежащіие до замку гадяцкого гетьману на булаву:… Город Грунь, въ немъ посполитихъ 95 дворовъ и село Комишѣ — 80 дворовъ — грунского уезду ни за якими владѣлцами по сей часъ небыли, но якъ здавна до замку гадяцкого належалы такъ и теперь суть во владѣніи замковомъ. " [7]
- У 1736  значковому товаришу Гадяцького полку Василю Трохимовичу Бразолію за особливі заслуги перед Російською Імперією (він свого часу обіймав високі пости на військовій державній службі) передали в користування п'ять сіл, у тому числі село Комиші.[8]
- в 1751 році перебудовується Покровська церква. Старий столітній храм повністю розбирається, а на тому ж місці на кам'яний фундамент ставиться нова дерев'яна п'ятикупольна церква, домальовуються ікони в іконостас, добудовується ще один престол, так званий «придельный» — в честь Всіх Святих. В 1788 році в приході Покровської церкви проживало 1467 чоловіків та 1457 жінок. З них було дітей 263 хлопчики та 291 дівчаток до 7 років, людей священицького стану 27 чоловік, козаків чоловіків 789, жінок-778, селян – 433 чоловіків та 420 жінок, дворових 88 чоловік, підсусідків – 389 чоловік.

У 1765—1768 роках село Комиші входило до Грунської козацької сотні Гадяцького полку. Більшість його населення становили козаки.
- Ймовірно, що в жовтні 1768 року через село Комиші  з Києва до Бєлгорода конвоювали ватажка гайдамаків Максима Залізняка та інших ув'язнених повстанців.
- У 1781 р. було скасовано полковий адміністративний устрій Гетьманщини та було утворено намісництва. Комиші  входить до складу Зіньківського повіту Чернігівського намісництва. В 1796 році намісництво ввійшло до складу Малоросійської губернії.
- З 1803 року с. Комиші відноситься до новоутвореного Зіньківського повіту Полтавської губернії.

### Село Комиші в ХІХ— на початку ХХ століття.

#### Холера, посуха та голод 1831—1834 року.
У березні 1831 року в Полтавську губернію прийшла епідемія холери, яка ще 1830 року охопила значні території Російської імперії. Місцева влада вживала заходів для запобігання розповсюдженню захворювання, але вони виявились марними. За кількістю хворих у 1831 році Полтавщина перевершила всі інші губернії імперії. Офіційно було зафіксовано захорілими 48 826 осіб, з них померло 14 552.
У 1833 році з початку квітня по кінець червня на Полтавщині не було дощів. Цьому передували три роки неврожаю, падіж худоби та епідемія холери. Від спеки та нестачі опадів посіви посохли та розпочався голод. Ціни на зерно та борошно значно зросли. Наприклад, ціна четвертини житнього борошна в 1834 році в Полтавській губернії доходила до 23-29 рублів, при тому, що у врожайні роки ціна була 3-5 рублів. Особливо важко було безземельним селянам, які обробляли чужу землю за 1/4 частки від врожаю.
Завдяки цілому ряду рішучих дій губернатора Миколи Рєпніна масштаби голоду та його наслідки вдалося зменшити.

#### Друга половина ХІХ та початок ХХ століття.

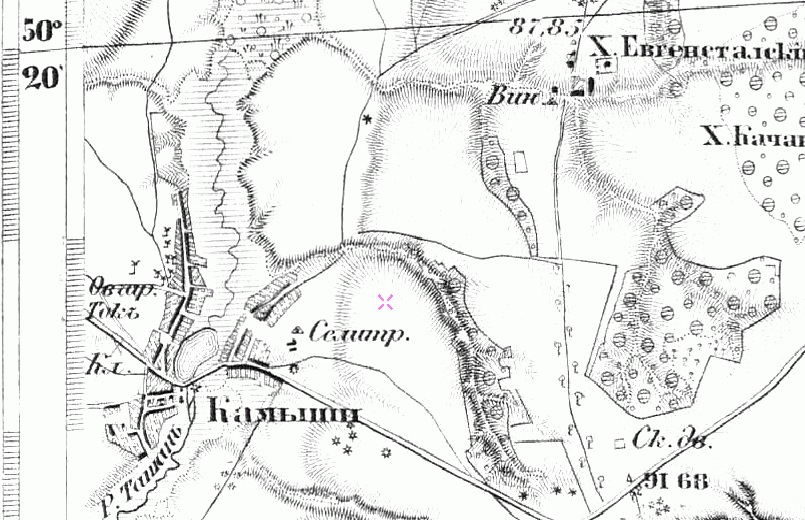
Фрагмент карти з зображенням с. Комиші. 1869 р.

- З 1858 року село стає центром Комишанської волості Зіньківського повіту. До складу волості входить 20 навколишніх населених пунктів. Через село проходить поштовий тракт з м. Зіньків на Охтирку. На комишан покладалася повинність догляду за частиною тракту протяжністю 3075 сажень. Також мешканці Комишанської волості повинні були доглядати за ділянкою Старокиївського шляху, з малопавлівської гори до кордону Гадяцького повіту, загальною довжиною близько 5600 сажень з гатями та мостами, що знаходились на ньому.[11]
- В 1859 році в с. Комиші налічувалось 345 дворів. Мешкало 1181 чоловіків та 1225 жінок, тобто родини в середньоному складился з 7 осіб.[12]
- На початку 50-х років ХІХ ст. місцевий поміщик Євген Григорович Бразоль вирішує побудувати в с. Мала Павлівка новий будинок в дворянському стилі на 20 кімнат. Для виробництва будівельного матеріалу в селі Комиші починає роботу цегельний завод.[13]
- У 1861 році в селі відкривається церковно-приходська школа.
- Бразоль закладає економію Євгенталь біля урочища Караван, де вирито великий став, там же працюють винокуренний завод, пташник, конюшні, ферми з худобою, а в Комишах — селітренний завод, що дає 1000 пудів селітри на рік, яка продається на Шосткинський пороховий завод. На Ташані біля мосту працюють два водяних млини на два камені. На північно-західній околиці села функціонує вісім вітряків.
- Довжина греблі, яка була облаштована для функціонування водяних млинів, складала 242 сажені. Через річку було перекинуто три мости, один з яких був із шлюзами для спуску води.[14] Проте мости були дость невеликого розміру і тому під час весняної повені могли повністю заливатися водою та пошкоджуватися сильною течією. Черговий раз такого пошкодження мости зазнали весною 1870 року. Відшукуючи можливості, як запобігти частим пошкодженням мостів та греблі, губернська земська управа відкомандирувала до села архітектора Ніченка. Він порекомендував спорудити міст більшої довижини, який би не перешкоджав течії весняних вод. Це б призвело до зупинки водяних млинів та нанесенню через це збитків Бразолю. В результаті, в 1871 році маршрут поштового тракту Охтирка-Зіньків, який до цього проходив через село Комиші, було змінено.[14] Він став проходити там, де проходить сучасна траса Охтирка-Зіньків. Повітове земство для виправлення ситуації прохало пана Бразоля відремонтувати мости за власний кошт, проте він відмовився, аргументуючи це великою вартістю ремонту, який не покриється доходом від діяльності водяних млинів, та в свою чергу запропонував покласти ремонт мостів та греблі на громаду села Комиші. Проте селяни також відмовились за власний кошт проводити ремонтні роботи. В 1872 році земство було змушене виділити 85 рублів для ремонту греблі та мостів з умовою виділення Бразолем лісоматеріалів для ремонту, а сільською громадою проведення самих ремонтних робіт.[11] Разом з тим Бразоль вирішив перенести водяні млини в інше місце, вище за течією та безоплатну передачу Зіньківському земству греблі та двох мостів на ній.[14] Тому необхідність будівництва нового великого мосту відпала. 12 вересня 1873 р. земство подало прохання до губернської земської управи про відновлення маршруту Охтирського тракту через Комиші через більшу зручність. Але маршрут так і не було змінено.
- У 1885 році в селі Комиші налічувалось 463 двори та близько 2600 жителів. У селі працювало 45 вітряних та 2 водяних млина, 3 олійниці, 2 селітряних заводи. Також діяла земська станція, 4 постоялих двори та 2 торговельні лавки. Кожного року в селі проходило 3 ярмарки.[15]

Останнім поміщиком, що мешкав у с. Комиші, був Сергій Євгенович Бразоль (1852 р.н.). З 1874 року на службі в 3-му департаменті Сенату, у тому ж році переходить у департамент сільської промисловості, відряджається до США на Філадельфійську виставку, бере участь у Балканській війні як уполноважений управління Червоного Хреста. У 1878 році виходить у відставку, нагороджений за участь у війні орденом Св. Володимира та оселяється в наданому батьком маєтку в селі Комиші, у якому будує будинок біля старокиївської дороги. У 1892 році обраний Полтавським губернським предводителем дворянства, де і працює протягом 15 років, проживаючи із сім'єю в Полтаві. Знаходячись у Полтаві і добре знаючись на сільськогосподарській техніці, Сергій Бразоль заводить механізацію в себе в маєтку в Комишах, куди він із сім'єю приїжджає тільки на літо. У 1900 році будується винокуренний завод у Комишах з паровим двигуном і 3-х батарейним котлом, електричним освітленням, де працюють 12 робітників. Дає великі пожертви на Покровську церкву.  Площа поміщицьких земель навколо с. Комиші становила 1910 десятин, а селянських наділів — 431 десятина.

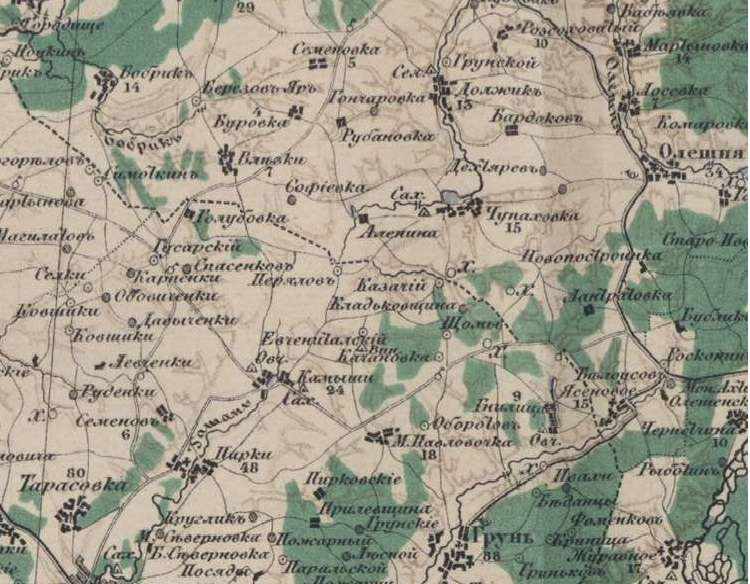
С. Комиші, фрагмент карти Полтавської губерн.,1868 р

- 25 квітня 1900 року до села Комиші надходить перша партія каміння для облаштування бруківки по Старокиївському шляху, а вже 26 травня були розпочаті роботи по замощенню дороги каменем. Загальна довжина замощеної дороги складала близько 777 саженів, а її ширина 2,66 сажені. Кошторис дорожніх робіт становив 21 567 рублів. Фінансувалися роботи за рахунок Полтавського губернського дорожнього капіталу.[16]

#### Результати перепису 1897 року
- У 1897 році в Російській імперії пройшов перший і єдиний всезагальний перепис населення. За матеріалами перепису 1897 року, с. Комиші було центром Комишанської волості Зіньківського повіту Полтавської губернії. Всього в Зіньківському повіті проживало 140 304 особи (в т.ч в місті Зіньків 10 443 особи). З них українці становили 98 %.Населення було доволі молодим — 79 % мали вік до 40 років. У той же час на території повіту проживало 104 старожила віком старше 90 років, з них 99 осіб були жінки. Домогосподарств налічувалось 26 308 шт. (з них 24 372 в селах). Найбільш розповсюдженими, а саме 10 837 шт., були господарства, у яких кількість осіб становила від 6 до 10. Найманих працівників мали 1344 селянських господарства. Але в 75 % з них був лише один наймит, та ще в 13,5 % — від 2 до 3 найманих осіб. Середня кількість писемних людей у повіті становила близько 25 %, в основному це були особи чоловічої статі. Але серед хлопчиків та чоловіків віком від 10 до 30 років частках писемних складала більше 82 %, у той же час серед дівчат та жінок цієї вікової групи освіту мали лише 6 %.[17]

### Революційні події початку ХХ століття
- Після жовтневого перевороту 1917 року та розпаду Російської імперії село Комиші входить до складу Української Народної Республіки.
- В результаті розпочатого в грудні 1917 р. наступу більшовитських військ на УНР була встановлена радянська влада на значній частині України в тому числі Сумщині та Полтавщині. Для порятунку молодої Української держави від більшовитських загарбників було підписано Берестейські угоди з німецьким та австрійським урядом. Упродовж березня-квітня 1918 року німецькі і австрійські війська разом з українськими підрозділами звільнили Лівобережну Україну. 27 березня 1918 року німецькій підрозділи війшли в Гадяч, а до 1 квітня вийшли на українсько-російський кордон зайнявши м. Суми та Охтирку.[18] Проте вже в травні починаються селянські виступи проти німецько-австрійських військ, які розпочали грабунки та утиски місцевого населення.
- Впродовж 1918—1919 років влада в Зіньківському повіті, до складу якого входило село Комиші, почергово належала гетьманату П.Скоропадського, Директорії, більшовикам та денікінцям.

Наприкінці 1919 року на Сумщині остаточно встановлюється більшовицька диктатура у формі радянської влади. А разом з нею і політика воєнного комунізму: контрибуції, конфіскації, продовольча розкладка. В Гадяцькому та Зіньківському повітах з'являються повстанці, які борються з грабуючими села продзагонами.
15 жовтня 1920 р. повстанський загін Леонтія Христового у кількості більше 80 чоловік несподівано увірвався до села Комиші і розгромив міліцейську дільницю. Повстанцям дісталися коні, сідла і зброя.
- В 1921 році загони Нестора Махна двічі проходили через село Комиші. В ніч з 3 на 4 червня 1921 р., рухаючись від міста Зіньків на Веприк, та 2 липня 1921 року, відступаючи від загонів Червоної Армії, через село Комиші в напрямку села Куземин.[20][21][22]
- Встановлення Радянської влади в селі зазанавало супротиву зі сторони місцевого населення. В 1924 році було застрелено першого комсомольського секретаря села Комиші Максима Євдокимовича Логвиненка, який вночі повертався додому із партійних зборів. Також загинули за встановлення нової влади на селі активіси Я. Соменко, Г.Ярошенко, Д.Клименко, Л.Крупченко.  1977-го року в 60-ту річницю революції при ході до сілького парку встановленно стелу в пам'ять про загинувших.

### Результати перепису 1926 року
- Згідно Всесоюзного перепису населення, який пройшов у СРСР 17 грудня 1926 року, у селі Комиші налічулалось 622 господарства в т.ч 26 неселянського типу. Кількість населення становила 2781 особа, з них 1303 чоловіків та 1478 жінок.

Село Комиші на момент перепису було центром Комишанської сільської ради Грунського району Полтавської округи. До підпорядкування сільряди входило ще 10 навколишніх хуторів. В цих хуторах налічувалось 128 господарств, а кількість населення становила 700 осіб.

### Розкуркулення та колективізація
Восени 1928 року в Комишах організувалося Товариство спільного оробітку землі, до складу якого увійшло 17 господарств. В основному це були жителі хуторів Гайморівка та Ляхове. Його організатором був Вернигора. Разом з тим починають створюватися колгоспи. Перший колгосп носив назву "Іскра Леніна" та був очолений Кирилом Науменко.
За спогадами Никифора Леонтійовича Гриба: "Перша борозна від села до залізничної лінії. Нелегко давались перші кроки. Волами і кіньми обробляли спільну ниву. Було 700 гектарів землі та 70 коней."

Із спогадів Могилка Івана Павловича 1920 р.н, який мешкав в с. Перелуг:
Після революції, коли пан Бразоль втік зі своєю родиною, панські землі відібрала спеціальна комісія і розділила між селянами. Землю поділили на душу населення, незалежно від того, діти це були чи дорослі. На кожного припадало по одній десятині, це було трохи більше одного гектара, приблизно І гектар і 20 соток. Процес поділу панських земель називався «нарізка». Людські ділянки землі, так звані нарізки, були на різних полях і в різних місцях. Відповідно, кожен господар сіяв на своїй ділянці те, що вважав за потрібне. На одному полі, поділеному на частини, росли різні культури, таке поле було важко обробляти, бо кожен робив сам для себе та й техніки тоді у селян не було. Тоді пізніше хтось придумав сіяти масивом, тобто на одному полі — пшеницю, на другому — просо чи ячмінь, або якусь іншу культуру. Багато сіяли буряків. А тоді, коли збирали урожай, ділили його між всіма власниками нарізок. Та так продовжувалось недовго, близько двох років.
В 1928 році в СРСР почалася суцільна колективізація селянських господарств. Всю землю у селян забрали і знову в купу. Ясно, що людям таке не сподобалось. Нарешті кожен відчув себе хазяїном, а тут знову все забрали. Та нехай би хоч саму землю, а то ж іще й худобу з кожного двору примушували зводить у колгосп. Забирали і багато майна — у кого що краще можна було взяти. Борони, ціпи, сокири, лопати, кінська упряж та багато всяких дрібних речей теж пішло в загальне користування.
Деякі господарі не хотіли йти у колгосп, бо нічого гарного в ньому не бачили. Влада до таких ставилася негативно. Всіх «неслухняних» розкуркулювали і заарештовували. Та найстрашніше було те, що сім'ї таких «куркулів» вивозили з села і залишали напризволяще десь серед поля, або перекидали з підводи прямо у яр, не дивлячись на те, що на руках у матерів були маленькі дітки, а то ще й зовсім немовлята. Одним із таких місць, куди вивозили розкуркулених, був Москаленків яр. По-іншому його ще називають Седюкове. (Ця назва збереглась від прізвища одного дідуся, який залишився останній жити у Седюковому вже після репресій і розкуркулення). Людей вивозили навіть серед зими, коли лютував страшенний мороз. Деякі з них поверталися назад у село, бо вижити в яру серед зими було неможливо, та влада суворо наказала односельчанам нічим не допомагати «ворогам народу», навіть було заборонено впускати таких у хату, щоб погрілися, а якщо дізнаються, що хтось із селян хоч чимось допоможе страждальцям, — того чекала та сама доля. Люди боялися, та все ж знаходились такі, що допомагали.
У селі Комиші було створено три колгоспи: "Іскра Леніна", ім. Крупської та ім. Кагановича. Наприкінці 50-х років ХХ століття, внаслідок політики укрупнення колгоспів, вони були об'єднані в одне господарство під назвою «Заповіт Ілліча.» За небажання вступати до колгоспів, в 1929—1931 роках, було засуджено до таборів та/або заслання 15 мешканців села Комиші.

### Голодомор 1932—1933 років
До цього часу в селі на деяких подвір'ях та городах стоять хрести. Не маючи сил ховати своїх близьких та рідних на кладовищі, люди закопували біля власних осель тіла померлих від голоду. Це нагадування про страшний голодомор, який організувала в 1932—1933 роках в Україні радянська влада.

Зі спогадів Сегеди Павла Івановича, мешканця с. Комиші:
«Там, на городі, де ми жили, похована вся моя сім'я: батько, мати, сестра і шість братів. Усі вони померли в 33-му. Я, учасник війни, пропоную на кожній вулиці по селах встановити меморіальні дошки, а на них — імена ні в чому не винних людей, загиблих від голоду.»
Під час голодомору в Україні (1932-33 рр.) село належало до Зіньківського району Харківської області. Внаслідок геноциду в районі померло близько 20 % населення. За спогадами очевидців, у селі Комиші траплялися випадки канібалізму. Під час голодомору в селі Комиші померла 441 людина.

### Репресії 1920-50-х років
Під час репресій, які проводилися в СРСР до 1953 року, постраждало 48 мешканців та уродженців села Комиші, в тому числі 5 жінок. Більшість з них було засуджено до значних термінів ув'язнення в таборах, а 13 — засуджені до вищої міри покарання — розстрілу. Основними звинуваченнями були контрреволюційна діяльність, а саме — антирадянська пропаганда та агітація, за що згідно зі ст. 54 Кримінального кодексу УРСР передбачалися жорсткі покарання.

### Друга світова війна
- На фронтах війни воювало 256 комишан, 170 з них загинуло, померло в полоні та зникло безвісти. За мужність та героїзм 90 чоловік були нагороджені орденами та медалями.

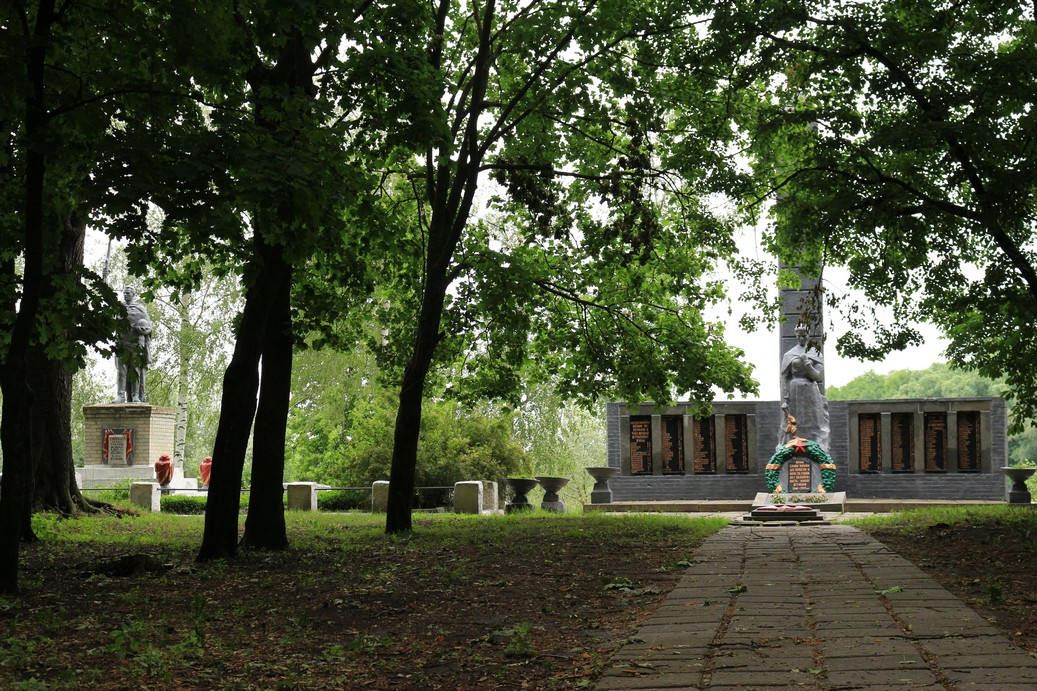
Меморіал в с Комиші 1941-45 р.

- Після завершення київської операції, у результаті якої німецькій війська розгромили Південно-Західний фронт, лінія протистояння певний час проходила по річці Псел. Оборону на ділянці Гадяч-Зіньків тримали підрозділи 21 Армії, а безпосередньо дорогу Гадяч-Комиші-Охтирка обороняли частини 295-ї стрілецької дивізії. 5 жовтня 1941 року німецькі війська розпочали наступ через річку Псел. На цьому напрямку наступали німецькі 79-а піхотна дивізія та 44-а піхотна дивізія. 7 жовтня 1941 року ворожі підрозділи захоплюють Веприк, вибивши з оборонних рубежів підрозідли 295-ї стрілецької дивізії. Після цього починається швидкий відступ радянських військ. 8 жовтня 1941 роуку 884-й стрілецький полк 295-ї стрілецької дивизі залишає село Комиші, стрімко відступаючи на схід, у зв'язку з тим, що противник також наступав на північ вздовж річки Ворскла та створював загрозу оточення. Вже наступного дня оборону радянські війська тримають за річкою Ворскла, а 16 жовтня 1941 року вся територія Охтирського району потрапляє під німецьку окупацію.
- В селі діяла підпільна партизанська група, але вона не встигла принести ворогам жодної шкоди. Партизанів здали німцям односельчани, після чого їх було страчено. Шибениця, на якій було повішено групу, знаходилась на території входу до сучасного шкільного подвір'я. На честь партизанів названо одну з вулиць села.
- Після Сталінградської битви Червона Армія розпочала потужний наступ на південно-західному напрямку. 15 лютого 1943 року було визволено Харків та продовжувався успішний наступ на захід. Метою радянського командування було очистити від німецьких військ Донбас та захопити місто Запоріжжя з переправами через Дніпро. Підрозділи 40 Армії, які брали участь в наступі, до кінця лютого підійшли до міста Суми, Гадяч та Зіньків, за які розпочалися важкі бої.

2 березня 1943 року 1140-й полк 340-ї стрілецької дивізії ввійшов в село Комиші та продовжив наступ в напрямку міста Зіньків. 6 березня 340-а стрілецька дивізія передала свою ділянку оборони 454-му стрілецькому полку 100-ї стрілецької дивізії. 10 березня 1943 року підрозділи полку під натиском ворога почали відступ на схід. Для прикриття відступу в селі Комиші залишилась 6-та стрілецька рота, 8-ма рота прикривала Чупахівку. В результаті німецького наступу 6-а рота була оточена противником. З оточення зуміли вийти лише 17 чоловік. Доля інших невідома. Наступ в  напрямку з південного-заходу на північний схід вели підрозділи 167-ї дивізії вермахту, а з заходу в напрямку Охтирки- 332-а дивізія вермахту. 
- Остаточно село було очищене від німецьких окупантів в серпні 1943 року під час проведення Білгород-Харківської наступальної операції та битви за Дніпро.

17 серпня 1943 року війська 40-ї та 47-ї радянських армій в районі села Гребениківка перейшли в потужний наступ з метою перекрити шлях відступу німецьким військам харківського угруповання на північний-захід та захід. За планом наступу 8-ма гвардійська механзована бригада 3-го гвардійського механізованого корпусу з підрозділами підсилення повинні були вийти до села Комиші та м. Зіньків до 18 серпня 1943 р. Але через сильний опір німецьких військ, значне застосування супротивником авіації та недотримання попереднього плану наступальної операції просування радянських підрозділів проходило значно повільніше.
22 серпня 1943 року о 16-00 годині 169-та танкова бригада 2-го танкового корпусу почала марш від південно-західної околиці міста Лебедин з метою оволодіти селом Комиші. До 21 год.30 хв. цього ж дня танкова бригада захопила західну частину села Комиші, але переправитися через річку Ташань, до східної частини, не мали можливості тому, що німцями було підірвано міст. Ділянку оборони в районі села тримала 10-та танково-гренадерська дивізія, 239-й дивізіон штурмових гармат, 911-й дивізіон штурмових гармат та 19-та танкова дивізія вермахту, а також інші підрозділи. В боях було знищено 4 німецьких танки та самохідних гармати, 3 протитанкові гармати, 4 міномети, 5 автомобілів. В цей же час 169-та танкова бринада втратила підбитими 3 танка Т-34, ще 1 танк підірвався на міні. Загинуло 9 та було поранено 16 чоловік. Авіація супротивника розбомбила 3 автомобілі.
24 серпня 1943 року на східну частину Комишів з півночі, через село Перелуг, розпочинає наступ 35-й стрілецький полк 30-ї стрілецької дивізії. але наступ успіху не має. В цей же день німецькі війська починають відводити свої підрозділи від Чупахівки та Охтирки. А вже настпупного дня вони полишають і східну частину села Комиші, відходячи до м. Зіньків. Розвідка 30-ї стрілецької дивізії опівдні помітила відхід німецьких підрозділів із східної частини села Комиші, після чого через Ташань переправилась стрілецька рота 35-го стрілецького полку.
Ввечері 25 серпня 169-та танкова бригада передає свою ділянку оборони в західній частині села підрозділам 30-ї стрілецької дивізії, а сама передислоковується за маршрутом Комиші-Веприк-Лютенька. 26 серпня 1943 року з метою закрити прогалину в обороні німці наносять контрудар в напрямку на північ, на ділянці від м. Зіньків до м. Веприк. В наступі беруть участь підрозідли 10-ї танково-гренадерської дивізії, 34-ї піхотної дивізії та 239-й дивізіон штурмових гармат. Наступного дня до них приєднуються деякі підрозділи танково- гренадерської дивізії «Велика Німеччина» в тому числі батальйон важких танків «Тигр». Бої на цій ділянці фронту йдуть до 6 вересня 1943 року.
- 26 серпня 1943 року південніше села Комиші був збитий літак Як-7б 728-го винищувального авіаполку 256-ї винищувальної авіадивізії, який пілотував молодший лейтенант Ширяєв Борис Олександрович (рос. Ширяев Борис Александрович) (1920 р.н.). Льотчик загинув. Збитий літак записав до своїх перемог німецький пілот Рудольф Вагнер (нім. Wagner Rudolf) з 51-ї винищувальної ескадри. Німецький пілот також загинув 11 грудня 1943 року в боях під Києвом.

### Друга половина XX століття

#### Нафотогазовидобування.
Перші припущення про існування нафтових покладів на території сучасної Сумської області  висловив Шатський Микола Сергійович в 1931 р. в своїй статті "До питання про походження роменських гіпсів та Ісачківського пагорба на Україні". В 1935 році на Роменщені в результаті пошукового буріння було відкрито перші нафтові родовища. В 1947-1953 роках проводилась сейсморозвідка на Качанівській площі. В березні 1957 р. розпочалося буріння трьох глибоких розвідувальних свердловин. В результаті проведених робіт на свердловині №1 12 грудня 1957 року було отримано промисловий притік нафти - відбулося відкриття Качанівського нафтогазового родовища. Поклади нафти розташовувались на незначній глибині - до 1600 м. 7 січня 1961 року вийшла постанова Харківського раднаргоспу про створення нафтопромислу в м. Охтирці для розробки Качанівського родовища. А вже 10 лютого 1961 р. на родовищі було добуто перші тонни промислової нафти. Успішне функціонування нафтогазової промисловості мало значний позитивний вплив на економічний розвиток навколишньої території. Станом на жовтень 2018 року на родовищі експлуатувалось 54 нафтових та газових свердловини.

#### Аварія на свердловині №35 Качанівського  родовища
23 вересня  1962 року під час спуску бурового обладнання при вибої 2315 м відбулося падіння у свердловину турбобуру та бурильних труб загальною довжиною 65 м. Піднімання інструменту відбувалося разом із буровим розчином, що призвело до сильного газопроявлення у вигляді грифонів та фонтану. Пізніше на усті сусідньої свердловини №65 на відстані 250 м від свердловини №35 також утворилися грифони газу, які швидко перейшли у фонтан газу та високомінералізованої піщано-глинистої пульпи. За декілька годин обидва фонтани на свердловинах зайнялися, і на свердловині №35 відбулося обрушення бурової вишки з утворенням кратеру діаметром близько 140 м. Свердловина №35 фонтанувала нафтогазоводяною сумішшю із значною кількістю піщано-глинистого матеріалу протягом місяця. Дебіт газу оцінювався у 2 млн м3/добу, нафти – 600 м3/добу, пульпи – 4–5 тис. м3/добу.
Унаслідок аварії на свердловинах №35 і 65 до прилеглої балки надійшло не менше 1500 т нафти і 200 тис. м3 пульпи із розсолами. Уздовж балки були споруджені греблі, які частково затримали викинуті флюїди, але відбулося значне забруднення першого від поверхні водоносного горизонту та водотоку річки Ташань. У подальші роки водойма кратеру використовувалася для складування відходів буріння і нафтошламів, що призвело до накопичення у ньому важкої фракції вуглеводнів – асфальтенів, відкладання легкорозчинних солей та мулистої фракції з підвищеним вмістом радіонуклідів.
На даний час кратер – це чашоподібне пониження в рельєфі з пологими схилами площею 22 800 кв.м, у центрі якого постійно існує водойма з площею водного дзеркала близько 1500 м2. Вища водна рослинність та гідробіонти у водоймі майже відсутні, очевидно, унаслідок надходження легких фракцій рідких нафтопродуктів, що продовжують повільно вимиватися на бортах кратеру із залишків нафтошламів, деградованих за десятки років.

### Вузькоколійка

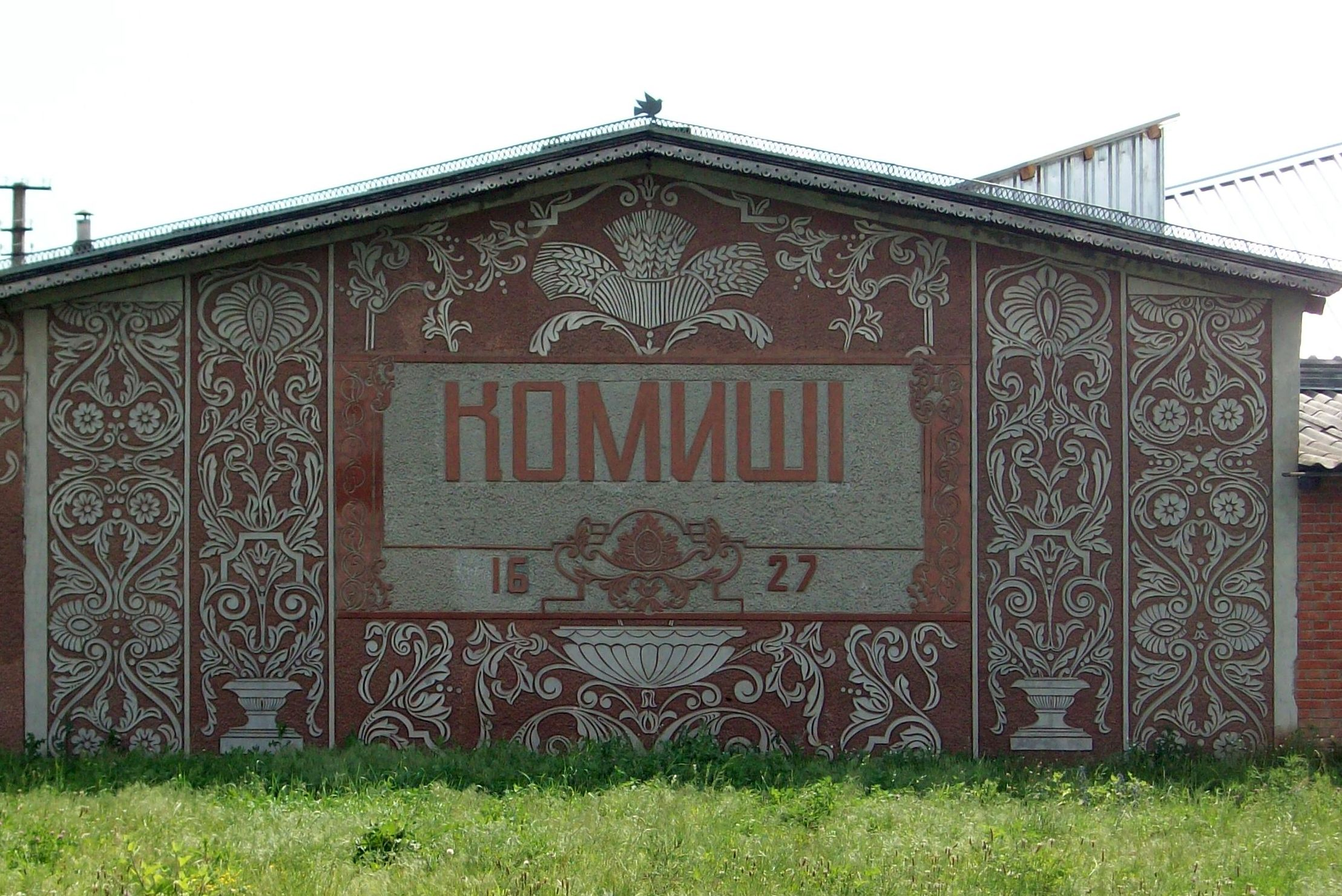

Старші за віком комишани пам'ятають, як вздовж карпилівської гори до початку 2000-х років жваво курсували тепловози «кукушки», перевозячи різноманітні вантажі. Свою історію ця вузькоколійна залізниця починає з 1912 року.
У 1895 році залізничне сполучення з'явилось в Охтирці, Лебедині та Гадячі. В 1898 р приймається рішення про будівництіо залізниці Київ-Полтава. Розуміючи важливість зализничного сполучення для краю, Зіньківське повітове зібрання починає клопотати перед вищестоячими інстанціями про будівництво залізниці Охтирка-Зіньків-Гадяч та Зіньків-Полтава.
Проте, рішення довго не приймалося і лише в 1912 році розпочалося будівництво залізниці, яка мала з'єднати дві тупикові станції Охтирку і Гадяч, та провести гілку залізничної колії до м. Зіньків. Будівництво успішно велося до 1918 року, коли вже було проведено більше 70 % запланованих робіт та витрачено близько 10 млн царських рублів. Але через громадянську війну воно було призупинено. За час простою полотно майбутньої залізниці зазнало пошкоджень в межах 7 %. У 1929 році Рада праці та оборони СРСР ухвалила рішення продовжити будівництво залізниці Охтирка-Гадяч та затвердила виділення для цього 4,8 млн рублів. Очолив будівництов інженер Зубицький.
Довжина залізниці мала складати 82 км та мати станції в населених пунктах Олешня, Чупахівка, Голубівці, Веприк. Рух по збудованій колії планувалося запустити до 1931 року. Але задуму так і не судилося здійснитися. До 1934 року було збудовано та запущено в дію лише вузькоколійну залізницю до Чупахівського цукрового заводу. Затримку з будівництвом можна пояснити необхідністю будівництва мостів через річки Ворскла, Ташань та Псел.
До 1940 року через село Комиші було прокладено залізничне полотно з Чупахівки до міста Зіньків. Довжина залізниці від м. Охтирка до м. Зіньків склала близько 40 км.
З Зінькова везли цукровий буряк, з Охтирки — кокс, вапно, вугілля, паливо та інші вантажі. У сезон перевозилося до 1000 тонн буряка в день. Крім того, здійснювалися місцеві перевезення (по заводу перевозили жом з цехів до пункту звалювання). По залізниці колись існував і пасажирський рух. Спочатку автобусів не було, і щоб потрапити в місто Охтирка, люди користувалися потягами. В Чупахівці був облаштований вокзал. Регулярний пасажирський рух припинився до початку 1980-х років.
У 2001 р залізниця не працювала через поганий стан дороги та зламані локомотиви. До червня 2003 р. було розібране майже все залізничне полотно, крім ділянки Чупахівка — Комиші. Близько 20 км шляху в околицях Зінькова розбирались в липні 2003 р.

### Сучасність
На референдумі в грудні 1991 р. більшість жителів села підтримали проголошення Незалежності України.
Під час подій Революції гідності уроженець села Комиші Анатолій Логвиненко командував другою ротою Київського полку підрозділу «Беркут». Анатолія Логвиненка обвинувачують у трьох епізодах. Перший стосується сутичок під КМДА 19 серпня 2013 року, де постраждали народні депутати. За другим епізодом Логвиненко підозрюється в тому, що разом з підлеглими бійцями «Беркуту» 23 січня 2014 року нападав на активістів Автомайдану на Кріпосному провулку в м. Київ. У третьому епізоді колишній командир Беркуту підозрюється в побитті журналістки «5 каналу».
12 червня 2020 року, відповідно до розпорядження Кабінету Міністрів України № 723-р «Про визначення адміністративних центрів та затвердження територій територіальних громад Сумської області», село увійшло до складу Комишанської сільської громади.
19 липня 2020 року, в результаті адміністративно-територіальної реформи та ліквідації Охтирського району(1923-2020), село увійшло до складу новоутвореного Охтирського району.

#### Події під час повномасштабного російського вторгнення в Україну
26 лютого 2022 року з території Росії (з білгородського напрямку) зайшла велика (до 250 одиниць техніки) колона 4-ї гв. тд рф., яка рухалась у напрямку Тростянець-Лебедин. Зустрівши опір в р-ні м. Лебедин, ворожа техніка почала рух у південному напрямку на Гадяч-Зіньків, намагаючись знайти іншу переправу через р. Псел та подовжити наступ в напрямку Києва. У ніч на 27 лютого 2022 частина підрозділів зупинилась у р-ні Лимарево-Комиші.
У селі Комиші танкова колонна стояла на вул. Вишнева (Жовтнева). Вночі по ворожих танках, що знаходились і в р-ні Лимарево авіація та артилерія ЗСУ наносила удари.
Вранці 27 лютого 2022 танки продовжили рух в напрямку Мартинівка-Гадяч. Міст через. р Псел біля Гадяча було підірвано і колона повернула на південь в напрямку Левченки-Бобрівник. Під час руху було покинуто значну кільксть танків через поломки та нестачу палива. Солдати РФ почали дезертирувати. Загони місцевої, стихійно створеної, територіально оборони почали виловлювати та брати в полон ворожих солдатів.
У р-ні с. Чупахівка російські солдати розстріляли автомобіль, у якому їхав ветеринарний лікар Матяш із с. Комиші. Лікар загинув.

## Комишанська територіальна громада
Розпорядженням голови Сумської обласної державної адміністрації від 04.07.2017  №  375-ОД затверджено висновок щодо відповідності проекту рішення про добровільне об’єднання територіальних громад Конституції та законам України по Комишанській громаді.
До складу Комишанської громади ввійшли Комишанська, Малопавлівська та Карпилівська сільські ради. Чисельність населення громади станом на 01 січня 2016 р. становила 3278 осіб (в тому числі 540 дітей дошкільного та шкільного віку). Площа території складає 132,04 кв.км. Головою Комишанської територіальної громади в результаті виборів проведених 29 жовтня 2017 року обрана Перетятько Наталія Олександрівна.

## Освіта
Перша школа була заснована як церковно-приходська ще у XVII столітті, тобто з часу заснування Покровської церкви в селі. Однак про систему навчання можна говорити з часу, коли у 1861 році було збудовано нове приміщення церковно-приходської школи.
17 листопада 1898 року в селі Комиші було відкрито безкоштовну бібліотеку-читальню. Припинила вона свою діяльність в 1912 році.
У 1900—1901 навчальному році у школі працювало три вчителі і навчалось 103 хлопці і 8 дівчат.
У 1908 році в Зіньківському повіті впроваджується програма всезагальної освіти через мережу земських шкіл. З цього року починається інтенсивне будівництво та відкриття нових навчальних закладів в селах та навіть хуторах. Всього на 1913 рік в Зіньківському повіті функціонувало 102 земські початкові школи та 3 міністерські навчальні заклади. На 1 січня 1914 року вчительський персонал повіту налічував 193 особи, з них тільки 29 чоловіків. В цей же час навчалося в школах 6868 дітей (5253 хлопчики та 1615 дівчаток). Лише 48 % вчителів мали спеціальну педагогічну освіту (закінчили педагогічні курси або ж мали свідоцтво на звання вчителя) інші ж закінчили гімназію або єпархіальне жіноче училище. Не було жодного вчителя з вищою освітою. Річна заробітна плата вчителів складала 360—390 рублів.
У 1910 році в селі Комиші починає роботу друга школа на будівництво якої земство виділило 6980 рублів.
Станом на 1 січня 1914 року в комишанських школах навчалось 179 учнів. Заняття в 1912—1913 навчальних роках проводились в двох школах 164 та 172 дні відповідно. Всього на утримання шкіл в 1913 році було витрачено 2850 рублів, з них на оплату праці вчителів 2011 рублів.
У 20-х роках ХХ століття за радянської влади почалась кампанія по ліквідації неписьменності дорослих. Посилилась робота по навчанню дітей. На 1937 рік неписьменність було ліквідовано майже повністю. Всі діти шкільного віку були залучені до навчання у школі. Одним з активістів ліквідації неписьменності був місцевий селянин Филимон Каряка.
У 30-х роках у селі Комиші діяло дві загальноосвітні школи: початкова і семирічна. У 1937 році семирічка стала середньою школою. До  початку Великої Вітчизняної війни два випуски учнів одержали атестати зрілості.
Після визволення села від німецько-фашистських загарбників у 1943 році знову була відкрита семирічна школа. Основною на той час була школа на околиці села, тому що центральна школа була зруйнована в роки окупації. З 1951 року почала своє існування середня школа. Перший випуск учнів середньої школи був у 1953—1954 навчальному році.
У передвоєнні роки директором школи був Ільченко Григорій Дем'янович. У повоєнний час в складних умовах працювали вчителі: Сотник Марія Дмитрівна — директор школи, Храпач Федір Єгорович — вчитель фізики і математики, Смілик Павло Петрович — директор школи, Кудін Степан Якович — директор школи і вчитель історії, Курило Іван Денисович — вчитель української мови і літератури, Бережна Катерина Панасівна — вчитель біології, Клименко Григорій Самойлович — вчитель математики, Храпач Андрій Андрійович — вчитель російської мови та літератури, Курило Галина Іванівна, Кулініч Оксана Іллівна, Говіна Ганна Артемівна, Хоруженко Євдокія Іванівна, Храпач Мотрона Григорівна, Храпач Марія Яківна, Храпач Тимофій Васильович. Всього у післявоєнний час у Комишанській середній школі працювало 28 вчителів.
Навчання у повоєнні роки було дуже важким. Учні і вчителі відчували великі незручності, бо приміщення школи були в різних частинах села, весь час доводилось переходити з однієї будівлі в іншу. І тому в 1976 році була збудована нова школа. Будівництво велося протягом одного року, всього лише через рік від початку будівництва нова школа прийняла перших учнів.
На посаді директора новозбудованої школи  продовжував свою педагогічну діяльність вчитель історії Кудін Степан Якович.
З 1977 по 2004 роки школу очолював Кривогуз Олександр Єгорович.
З 2004 року директор школи Лук'янов Микола Іванович.
- За результатами зовнішнього оцінювання з української мови та літератури в 2015 році Комишанська загальноосвітня школа I‐III ступенів зайняла 5658 місце з 7264 навчальних закладів України.[52]
- У рейтингу шкіл за результатами ЗНО в 2016 році Комишанська ЗОШ зайняла 5318 місце з 9969. За результатами оцінювання з української мови та літератури навчальний заклад зайняв 6357 місце. Середній бал склав 107.0.[53]

## Медицина
У селі діє лікарня та амбулаторний пункт. Лікарня має фізіотерапевтичний та зубний кабінет. Прийом веде лікар сімейної медицини Збержевський Юрій Іванович.

## Культура та спорт
У селі функціонує сільський будинок культури, який збудовано в 1967 році. В цьому приміщенні також знаходиться сільська бібліотека.
На початку 1990-х років фасад будинку було прикрашено художнім ліпленням, виконаним майстором з Гадяча Бесарабом Іваном Родионовичем.
Сільський ансамбль народної пісні «Комишанське надвечір'я» відомий за межами області та регулярно бере участь в різноманітних фестивалях. Колектив брав участь у зйомках телепрограми "Фольк-music" Першого національного каналу - в Різдв'яному випуску за 08.01.2017 р. та ефірі присвяченому народним пісенним гуртам Сумщини від 12.02.2017 р. Пісні у виконанні колективу представлені на фольклорному вебпроекті "Поліфонія".
В селі діють дві футбольні команди «Софія» та «Ташань», які примають участь в районній футбольній лізі. В 2015 році команда «Ташань» виграла чемпіонат з футболу м. Охтирки.

## Економіка
Основним суб'єктом економічної діяльності села Комиші є Приватне сільськогосподарське підприємство «Комишанське». Підприємство займається рослинництвом та тваринництвом. Загальна площа земельних угідь господарства становить 4425 гектарів, у тому числі 4219 га ріллі. Зернові культури займають близько 60 % посівних площ. Одним із видів діяльності є насінництво. У господарстві утримується більше 1800 голів великої рогатої худоби лебединської та української червоно-рябої порід. З 2001 року господарство активно розвиває конярство. У 2004 році зареєстровано два племрепродуктори з розведення коней орловської та російської рисистих порід. Коні, вирощені господарством, регулярно беруть участь у змаганнях на Київському іподромі та виборюють призові місця. У забігах, які проводились 1 листопада 2015 року, брали участь 16 коней орловської рисистої породи ПСП «Комишанське».
Середньорічна кількість співробітників ПСП «Комишанське» становить близько 400 осіб. Господарство не має заборгованості перед працівниками та бюджетом, надає спонсорську допомогу дитячому садку, школі та лікарні села.
Керує господарством Зубко Володимир Іванович.
- Поруч із селом велика кількість нафтових свердловин.
- ПП «Орбіта».